# PGC 6147
LEDA/PGC 6147 ist eine Galaxie vom Hubble-Typ S? im Sternbild Fische auf der Ekliptik, die schätzungsweise 148 Millionen Lichtjahre von der Milchstraße entfernt ist. Sie gilt als Mitglied der NGC 645-Gruppe (LGG 28).

Im selben Himmelsareal befinden sich u. a. die Galaxien NGC 632 und NGC 645.